# Colorado (Paraná)
Colorado is een gemeente in de Braziliaanse deelstaat Paraná. De gemeente telt 21.789 inwoners (schatting 2009).

## Aangrenzende gemeenten
De gemeente grenst aan Itaguajé, Lobato, Nossa Senhora das Graças, Paranacity, Paranapoema, Santa Fé, Santa Inês en Santo Inácio.